# Bad Belzig
Bad Belzig, innan 2010 Belzig, är en stad i det tyska förbundslandet Brandenburg och huvudort i distriktet (Landkreis) Potsdam-Mittelmark.
En urkund från 997 nämner den slaviska orten Belizi men det är inte känt om skriften avser Belzig eller den nära belägna staden Beelitz. Omkring 1250 var Belzig ett eget grevskap med borg men sedan kom området till hertigdömet Sachsen. 1530 höll Martin Luther gudstjänst i ortens Marienkirche.
Området kring Hagelberg är känt för Kolbenslaget (tyska Schlacht bei Hagelberg) 27 augusti 1813. Slaget var ett förspel till Slaget vid Leipzig (tyska Völkerschlacht) under Napoleonskrigen. Preussiska soldater, ett nytt landförsvar och ryska kosacker mötte Napoleons trupper och påförde dem en förlust på ca 6 000 man, medan de förlorade ca 1 500 av sina egna.

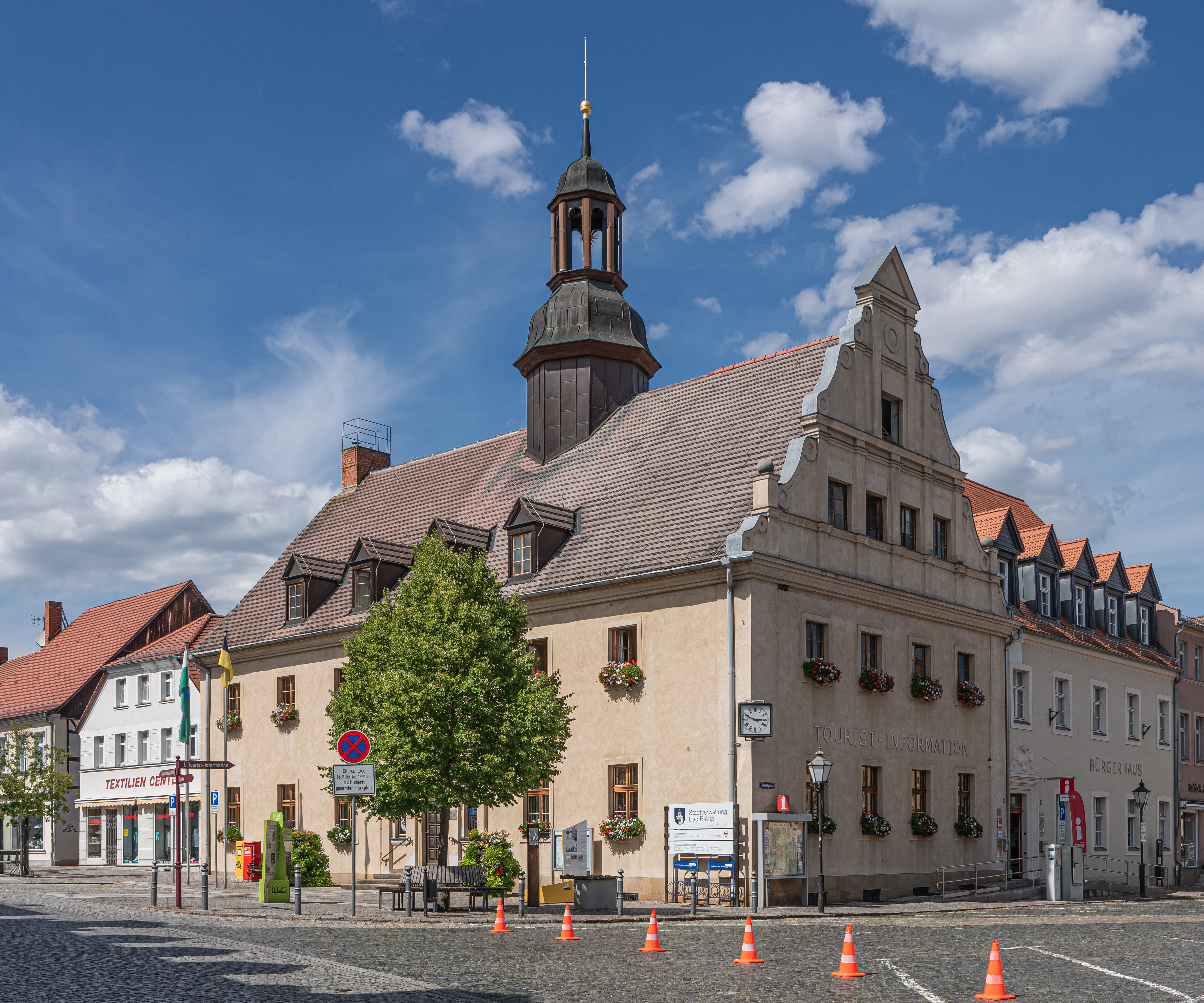
Rådhuset
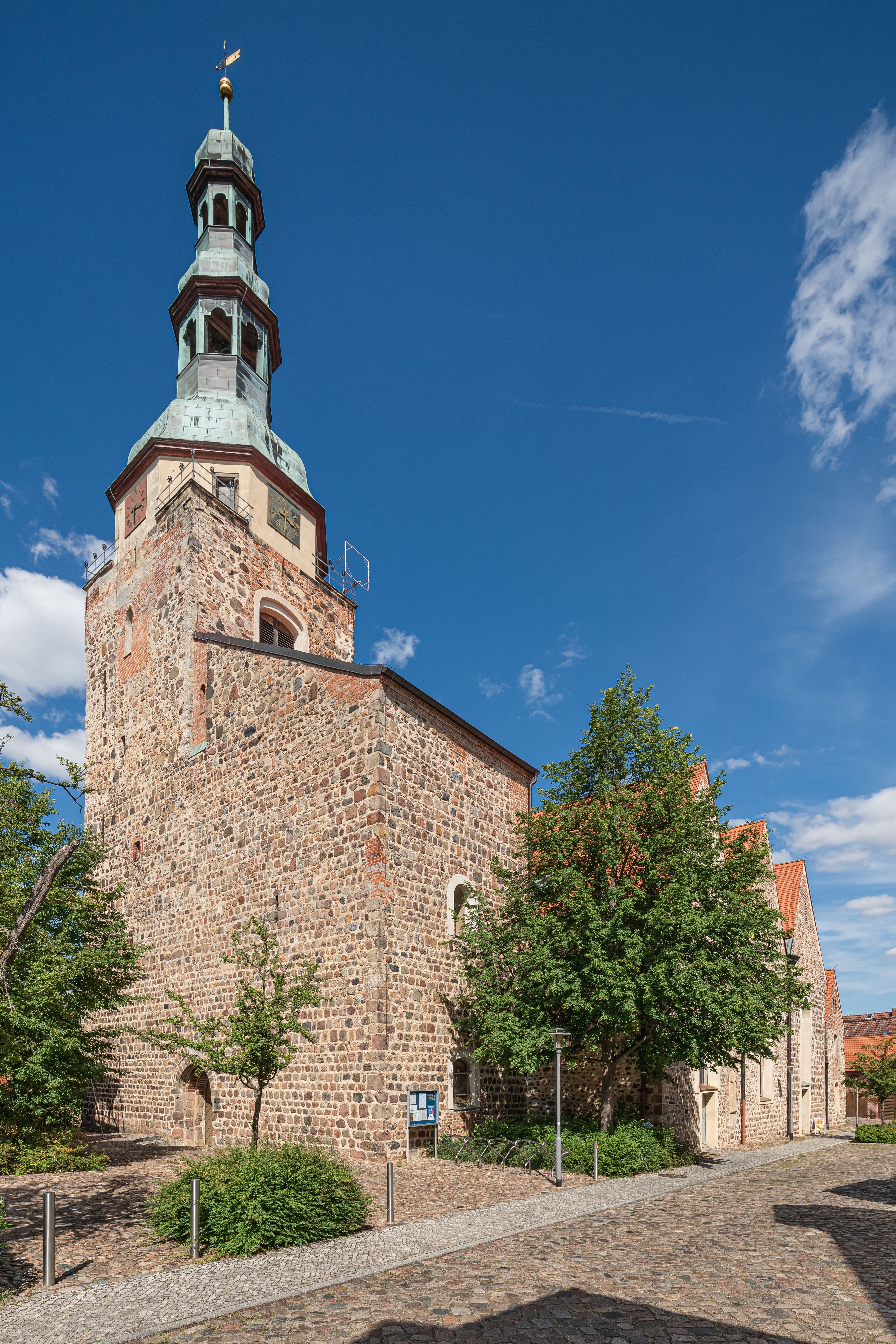
Marienkirche
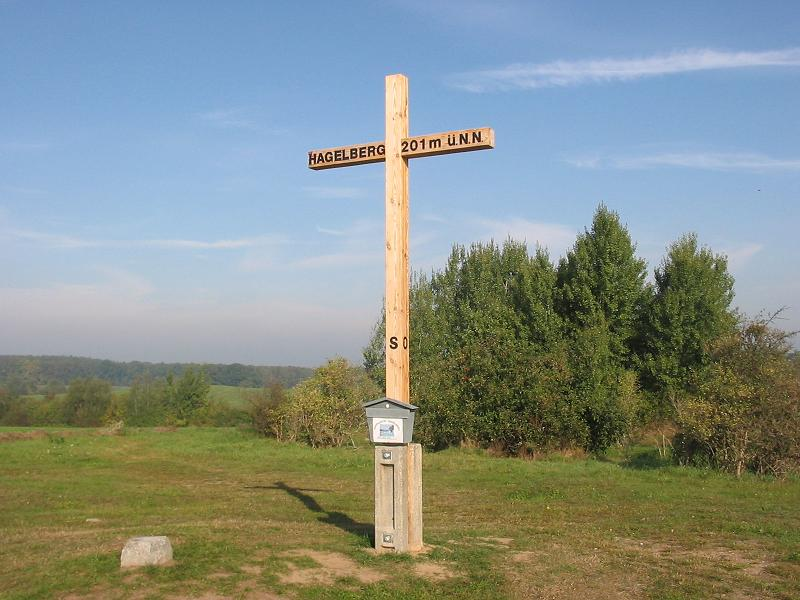
Minnesmärket över slaget vid Hagelberg
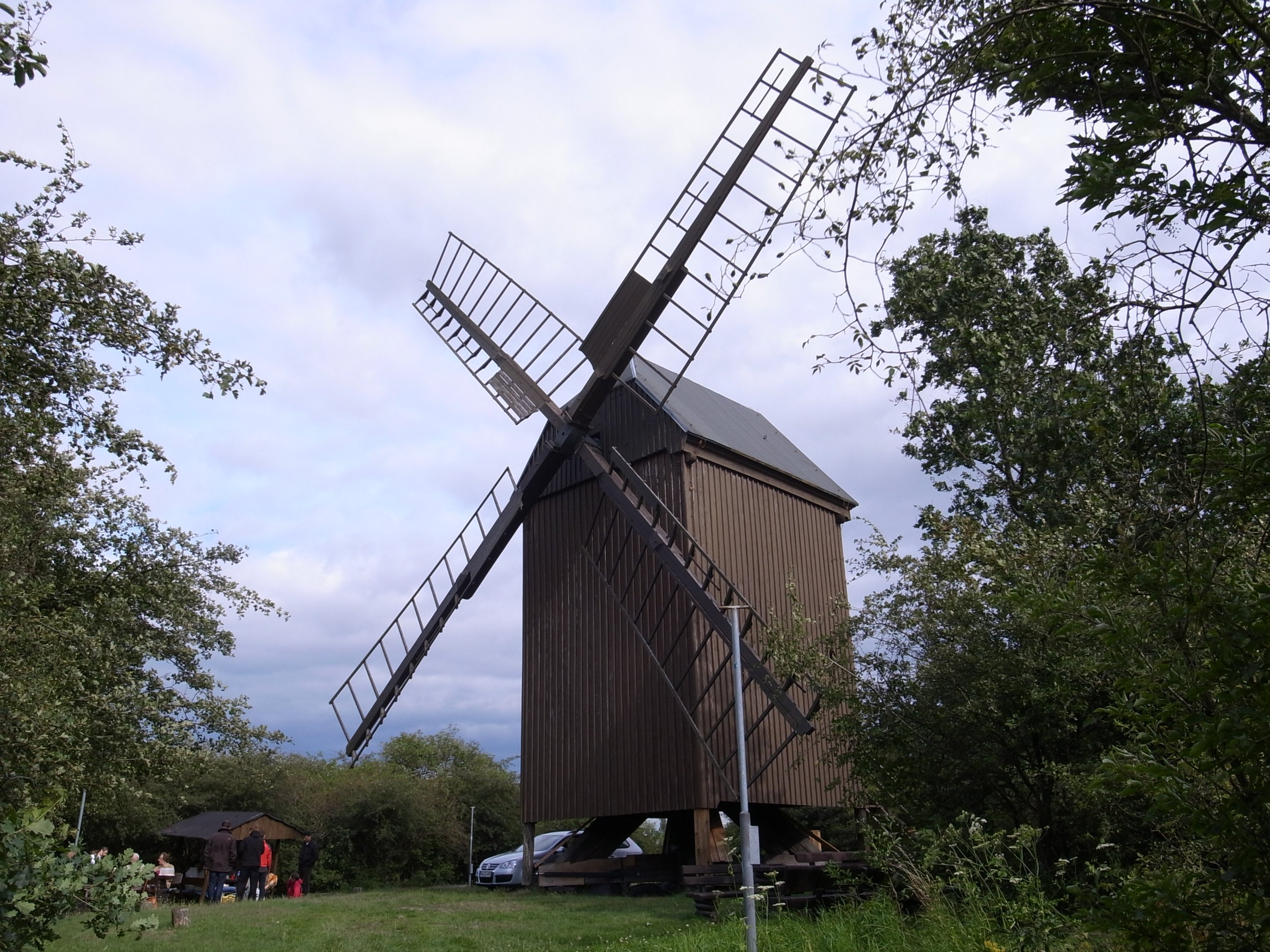
Stubbkvarn i Borne

Borgen i Belzig förstördes nästan under trettioåriga kriget av svenska enheter. 1702 fick Belzig stadsrättigheter. Efter Wienkongressen 1815 fördes området till Preussen.
Under andra världskriget fanns i Belzig den största telegrafstationen för trådlös telegrafi. I Östtyskland blev staden huvudort i distriktet Belzig och sedan en fusion av tre distrikt 1993 är staden huvudort i distriktet Potsdam-Mittelmark. Stadens namn ändrades till Bad Belzig i mars 2010.
De följande före detta självständiga byarna är idag stadsdelar av Belzig.
- Bergholz
- Borne
- Dippmannsdorf
- Fredersdorf
- Groß Briesen (med Klein Briesen)
- Hagelberg (med Klein Glien)
- Kuhlowitz (med Preußnitz)
- Lübnitz
- Lüsse
- Lütte
- Neschholz
- Ragösen
- Schwanebeck
- Werbig (med Egelinde, Hohenspringe och Verlorenwasser)

## Befolkning
- Befolkningsutveckling sedan 1875 inom nuvarande kommungränser.
- Aktuella befolkningsutveckling (blå linje) och prognoser.

| År   | Invånare |
| ---- | -------- |
| 1875 | 8 847    |
| 1890 | 8 665    |
| 1910 | 9 162    |
| 1925 | 9 362    |
| 1933 | 9 516    |
| 1939 | 10 636   |
| 1946 | 14 452   |
| 1950 | 14 139   |
| 1964 | 12 329   |
| 1971 | 12 145   |

| År   | Invånare |
| ---- | -------- |
| 1981 | 11 873   |
| 1985 | 11 849   |
| 1989 | 12 035   |
| 1990 | 11 960   |
| 1991 | 11 807   |
| 1992 | 11 673   |
| 1993 | 11 917   |
| 1994 | 11 595   |
| 1995 | 11 711   |
| 1996 | 11 656   |

| År   | Invånare |
| ---- | -------- |
| 1997 | 11 932   |
| 1998 | 12 182   |
| 1999 | 12 156   |
| 2000 | 12 263   |
| 2001 | 12 158   |
| 2002 | 11 916   |
| 2003 | 11 960   |
| 2004 | 11 833   |
| 2005 | 11 772   |
| 2006 | 11 675   |

| År   | Invånare |
| ---- | -------- |
| 2007 | 11 450   |
| 2008 | 11 308   |
| 2009 | 11 225   |
| 2010 | 11 248   |
| 2011 | 11 161   |
| 2012 | 11 119   |
| 2013 | 11 056   |
| 2014 | 10 916   |
| 2015 | 11 120   |
| 2016 | 11 113   |

| År   | Invånare |
| ---- | -------- |
| 2017 | 11 126   |
| 2018 | 11 144   |
| 2019 | 11 141   |
| 2020 | 11 096   |

Detaljerade källor anges i Wikimedia Commons..